# Myrcia hispida
Myrcia hispida är en myrtenväxtart som beskrevs av Otto Karl Berg. Myrcia hispida ingår i släktet Myrcia och familjen myrtenväxter. Inga underarter finns listade i Catalogue of Life.